# 阿里山连蕊茶
（學名：Camellia transarisanensis）为山茶科山茶属的植物，為台灣特有植物，生長於海拔2100至2700公尺處，白花單瓣花徑1.5-2.5cm，雌蕊長1.1cm，葉片橢圓前端鈍尖長2 4.5cm，新枝披白毛老枝光滑，灌木高達2.5公尺，適合做小型盆景或庭園木。

## 扩展阅读
- 維基物種上的相關：阿里山连蕊茶